# Tony Aubin
Pour les articles homonymes, voir Aubin.
Tony Aubin, né le 8 décembre 1907 à Paris où il est mort le 21 septembre 1981, est un compositeur et chef d'orchestre français. Il a composé en particulier des musiques de film.

## Biographie

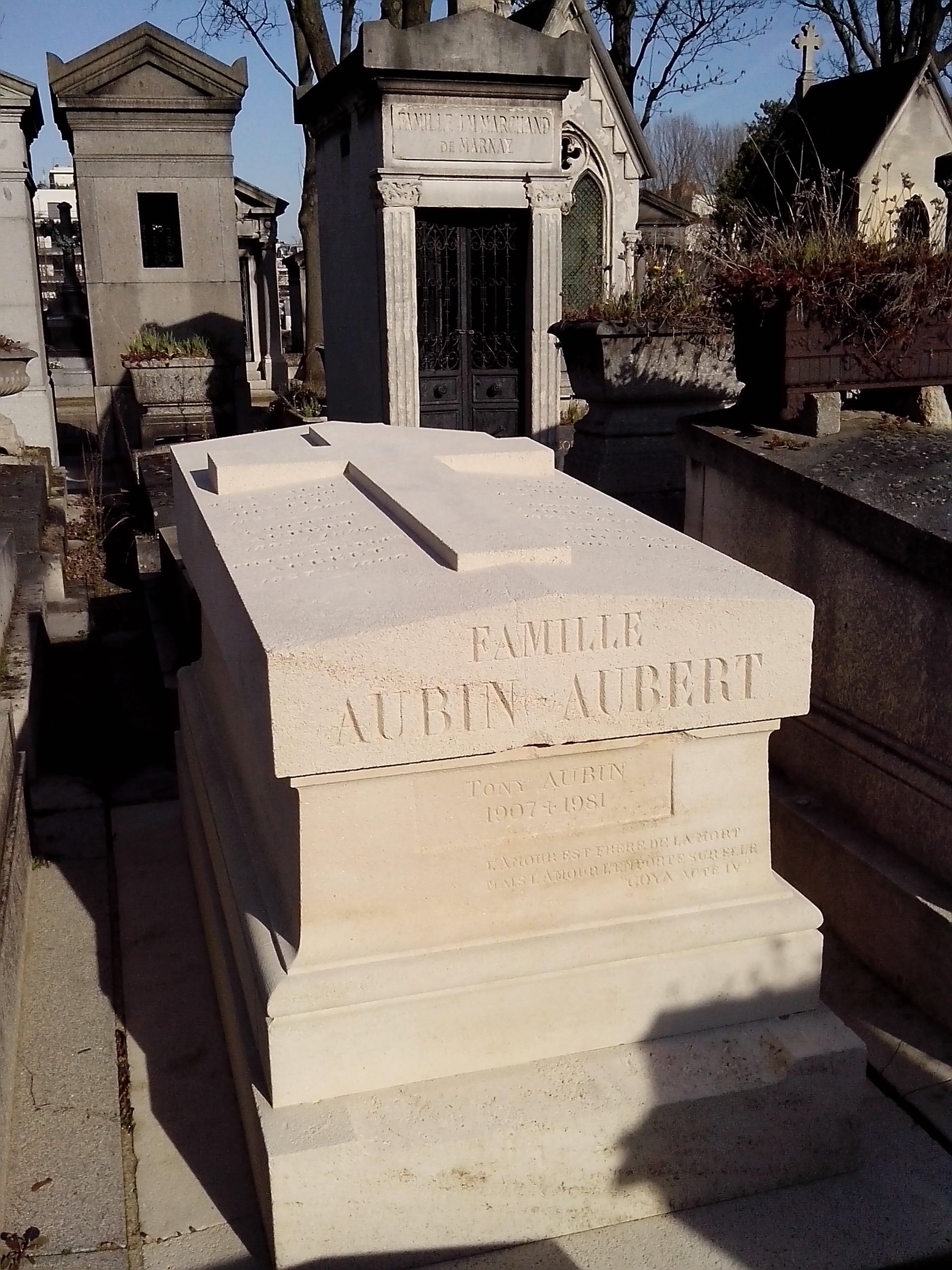
Tombe de Tony Aubin, Paris, cimetière du Père-Lachaise.

Tony Louis Alexandre Aubin est né le 8 décembre 1907 à Paris 9e, de l'avocat Anthony Aubin et de son épouse Eugénie Hosbilier.
Il fait ses études au Conservatoire de Paris entre 1925 et 1930. Élève de Marcel-Samuel Rousseau en harmonie et de Noël Gallon en contrepoint, il étudie la direction d'orchestre avec Philippe Gaubert et la composition avec Paul Dukas. En 1930, il obtient le 1er grand prix de Rome pour la cantate Actéon.
Pendant la Seconde Guerre mondiale, il est critique musical à Comœdia. Il fait partie des musiciens réunis sous le Patronage de la radiodiffusion nationale pour créer une large fresque sur Jeanne d'Arc créée en 1942
En 1941, il devient directeur des services de musique de chambre à la Radio française, où il est nommé chef d'orchestre en 1943. À partir de 1946, il est professeur de composition au Conservatoire de Paris, succédant à Roger-Ducasse. En 1952, il est membre du jury du Festival de Cannes. Il est élu membre de l'Académie des beaux-arts en 1970.
Après la mort de sa femme, Louise Clavius-Marius, en 1975, il épouse Francine Tremblot de la Croix (1938-2016), compositrice, cheffe d'orchestre et directrice du conservatoire de Rueil-Malmaison, qui avait été son élève près de 20 ans plus tôt.
Tony Aubin meurt le 21 septembre 1981 à Paris, ville où il est enterré au cimetière du Père-Lachaise (92e division ).

## Filmographie
- 1941 : Le pavillon brûle, de Jacques de Baroncelli.
- 1942 : À l'assaut des aiguilles du Diable, de Marcel Ichac.
- 1943 : Les Ailes blanches, de Robert Péguy.
- 1943 : Le Corbeau, de Henri-Georges Clouzot.
- 1943 : Sondeurs d'abîmes, de Marcel Ichac.
- 1943 : Ceux du rivage, de Jacques Séverac.
- 1944 : La Collection Ménard, de Bernard Roland.
- 1948 : La Belle Meunière, de Marcel Pagnol (adaptation de la musique de Franz Schubert).
- 1949 : La vie est un rêve, de Jacques Séverac.
- 1952 : Groenland : vingt mille lieues sur les glaces, de Marcel Ichac et Jean-Jacques Languepin.
- 1952 : Victoire sur l'Annapurna, de Marcel Ichac.
- 1962 : Dunoyer de Segonzac, documentaire de Michèle Brabo.
- 1966 : Illusions perdues (feuilleton télé), de Maurice Cazeneuve d'après Honoré de Balzac.

## Œuvres
- Cantilène variée, pour violoncelle et orchestre (1940) ;
- Concertinetto, pour violon et piano (1964) ;
- Concertino dello Scoiattolo, pour hautbois et piano (1970) ;
- Divertimento dell'incertezza, pour clarinette et piano (1967) ;
- Hymne d'espérance, pour chœur et orchestre (1961) ;
- Innocente Irlandaise pour accordéon de concert (1973) ;
- Quatuor à cordes (1933) ;
- Sonate pour piano en si mineur (1930).
- Symphonie n° 1 « romantique » (1935- 1937) ;
- Symphonie n° 2 (1944).